# Монте Грегорио (Леко)
Монте Грегорио је насеље у Италији у округу Леко, региону Ломбардија.
Према процени из 2011. у насељу је живело 11 становника. Насеље се налази на надморској висини од 356 м.